# Aéroport de Wallis-Hihifo
L’aéroport de Wallis-Hihifo (code IATA : WLS • code OACI : NLWW) est un aéroport français situé sur le district de Hihifo à 5,6 km au nord-ouest de Mata Utu sur l'île de Wallis dans la collectivité d'outre-mer de Wallis-et-Futuna. Il dispose d'une piste de 2 100 m revêtue d'asphalte et d'orientation 08/26. C'est une ancienne piste pour bombardiers construite par l'armée américaine en 1942 et utilisée jusqu'en 1944, puis laissée à l'abandon, avant que des travaux de remise en état permettent d'inaugurer l'aéroport en 1957.

## Histoire

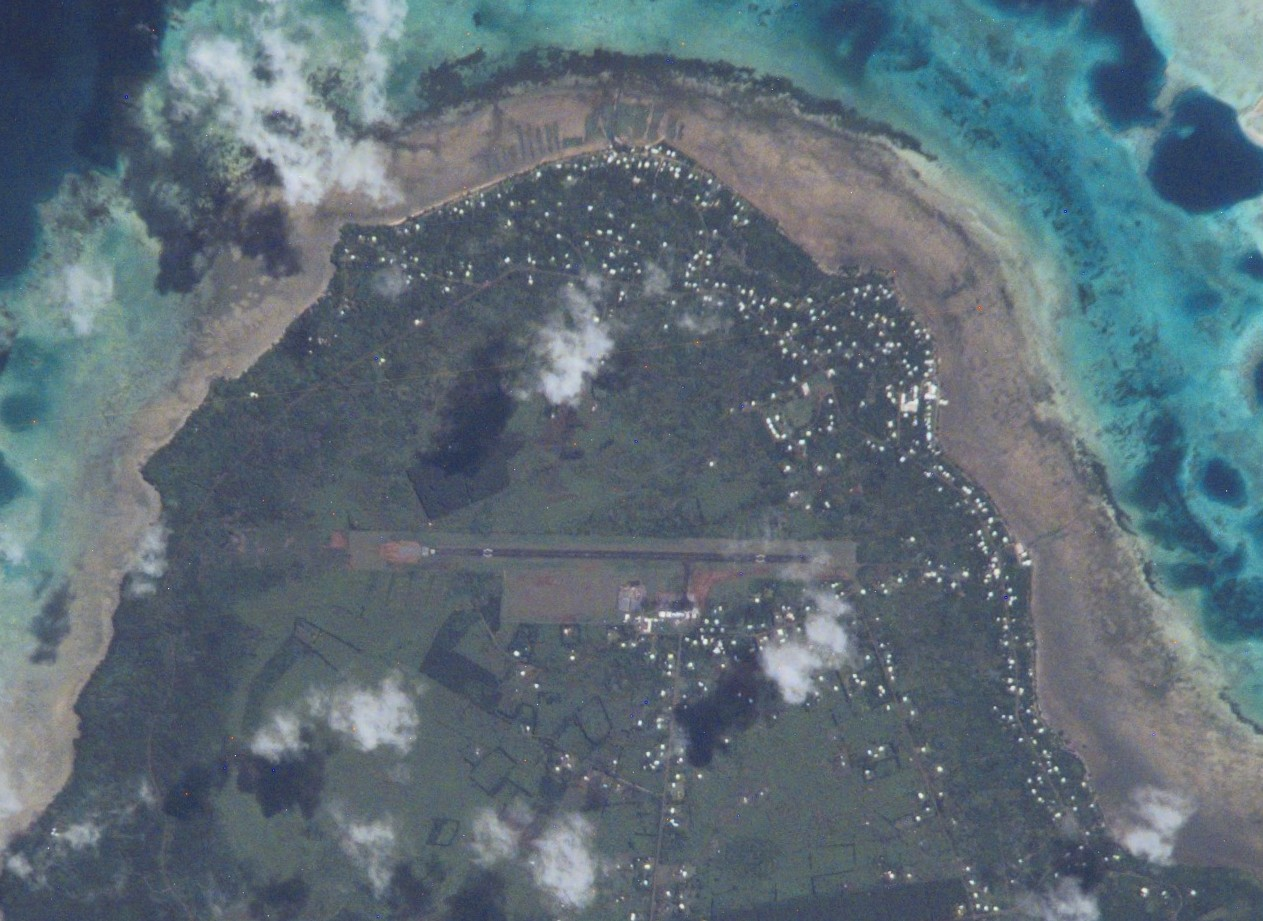
Vue satellite de l'aéroport au sein du district de Hihifo.

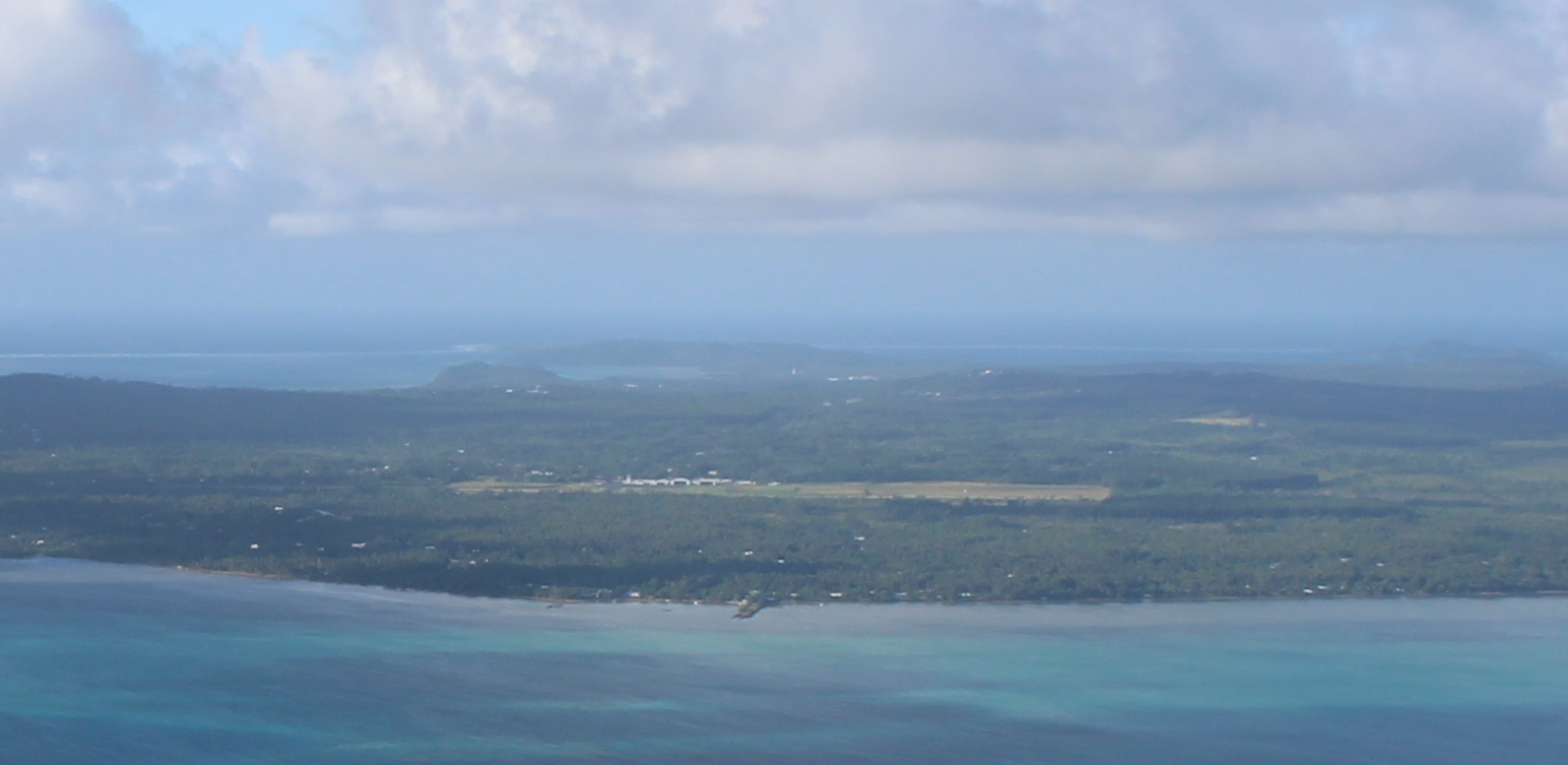
Vue aérienne de l'aéroport de Hihifo.

L'armée américaine s'installe à Wallis en mai 1942. Le génie militaire de l'US Navy commence la construction d'une piste de 6 000 pieds (1 829 m) pour être utilisée par des bombardiers lourds Alliés lors de la Seconde Guerre mondiale. L'aérodrome est opérationnel à partir d'octobre 1942.

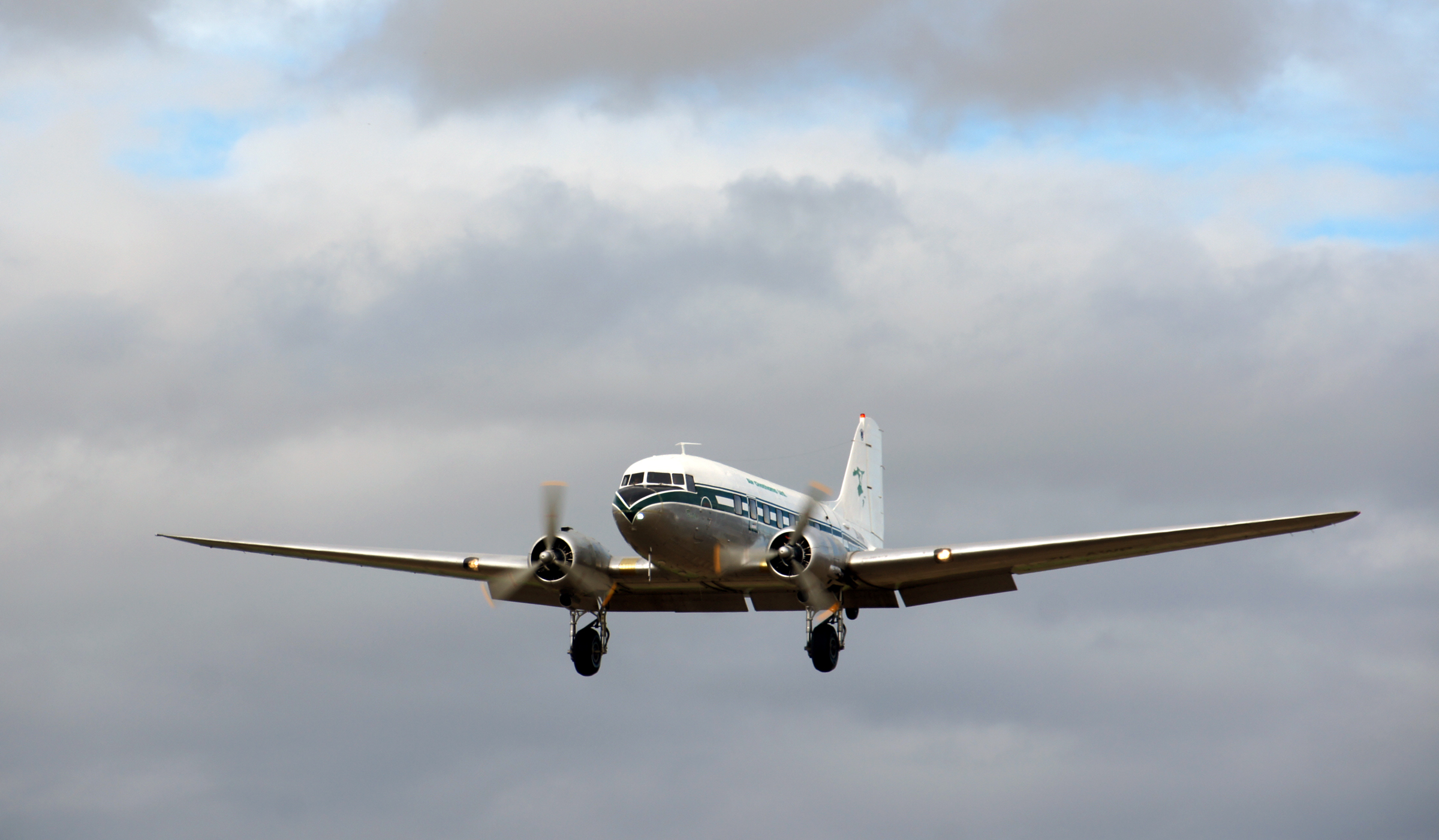
En 1957, la première liaison aérienne mensuelle à l'aéroport de Hihifo est effectué par un Douglas DC-3 (photo d'illustration).

En 1956, la piste américaine, laissée à l'abandon après la guerre, est débroussaillée. Le terrain fait l'objet d'une dispute entre l'administration française (représentée par le résident de France) et la reine Aloisia Brial, qui finit par accepter de céder son usage « après d’âpres marchandages ».
Les liaisons aériennes débutent en 1957 et ont lieu tous les mois, effectuées par un Douglas DC-3 de la compagnie française Transports aériens intercontinentaux. Ces liaisons relient Wallis à Nouméa, mais également aux Fidji et à Pago Pago aux Samoa américaines.
En 1967, la piste est étendue pour être en mesure d'accueillir les avions cargo de l'armée française lors des essais nucléaires menés en Polynésie française (1966-1996), les pays riverains d'Océanie étant hostiles à ceux-ci.

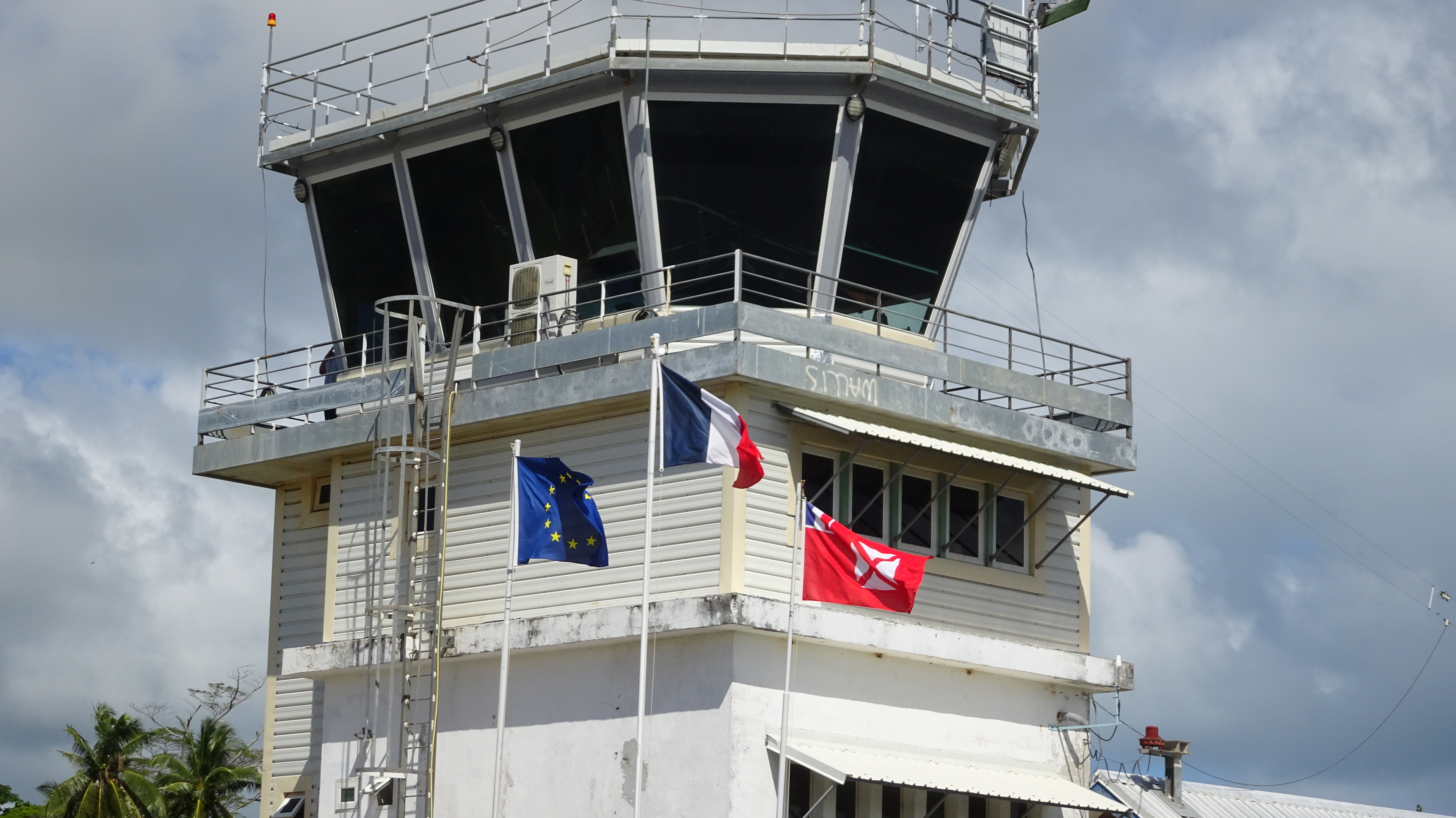
La tour de contrôle de l'aéroport.

En 1970, l'aérodrome de Futuna Pointe Vele est inauguré, lançant la desserte aérienne avec Wallis. La liaison est d'abord assurée par Air Calédonie trois fois par semaine, avant d'être confiée à Aircalin en 1987.
Le Wi-Fi y est disponible depuis les Mini-Jeux du Pacifique de 2013.

## Trafic
Pour des raisons techniques, il est temporairement impossible d'afficher le graphique qui aurait dû être présenté ici.

Voir la requête brute et les sources sur Wikidata.
| Année | Nombre de passagers | Variation annuelle passagers | Tonnes de fret | Tonnes de poste | Nombre de vols commerciaux |
| ----- | ------------------- | ---------------------------- | -------------- | --------------- | -------------------------- |
| 2007  | 40 711              | N.A.                         | N.A.           | N.A.            | 1 489                      |
| 2008  | 39 783              | -2,28 %                      | 208            | 76              | 1 554                      |
| 2009  | 39 315              | -1,18 %                      | 206            | 75              | 1 535                      |
| 2010  | 41 848              | 6,44 %                       | 204            | 86              | 1 746                      |
| 2011  | 43 018              | 2,80 %                       | 213            | 90              | 1 760                      |

## Situation
| Tahiti Bora Bora Cayenne Pointe à Pitre Fort de France Moorea Nouméa · Magenta Nouméa · La Tontouta Wallis La Réunion · St Denis Saint-Pierre · Pierrefonds Mayotte St Martin-Espérance |

## Compagnie et destinations
Aircalin dessert l'aéroport d'Hihifo 3 fois par semaine en Airbus A320, le lundi avec un vol Nouméa-Wallis-Nadi-Nouméa, le mercredi avec un aller-retour normal Nouméa-Wallis-Nouméa ainsi que le samedi avec un vol Nouméa-Nadi-Wallis-Nadi-Nouméa. Elle assure également un service public quotidien entre Wallis et l'aérodrome de Futuna Pointe Vele grâce à deux DHC-6 Twin Otter.
| Compagnies | Destinations                       |
| ---------- | ---------------------------------- |
| Aircalin   | Futuna, Nadi, Nouméa - La Tontouta |

## Galerie

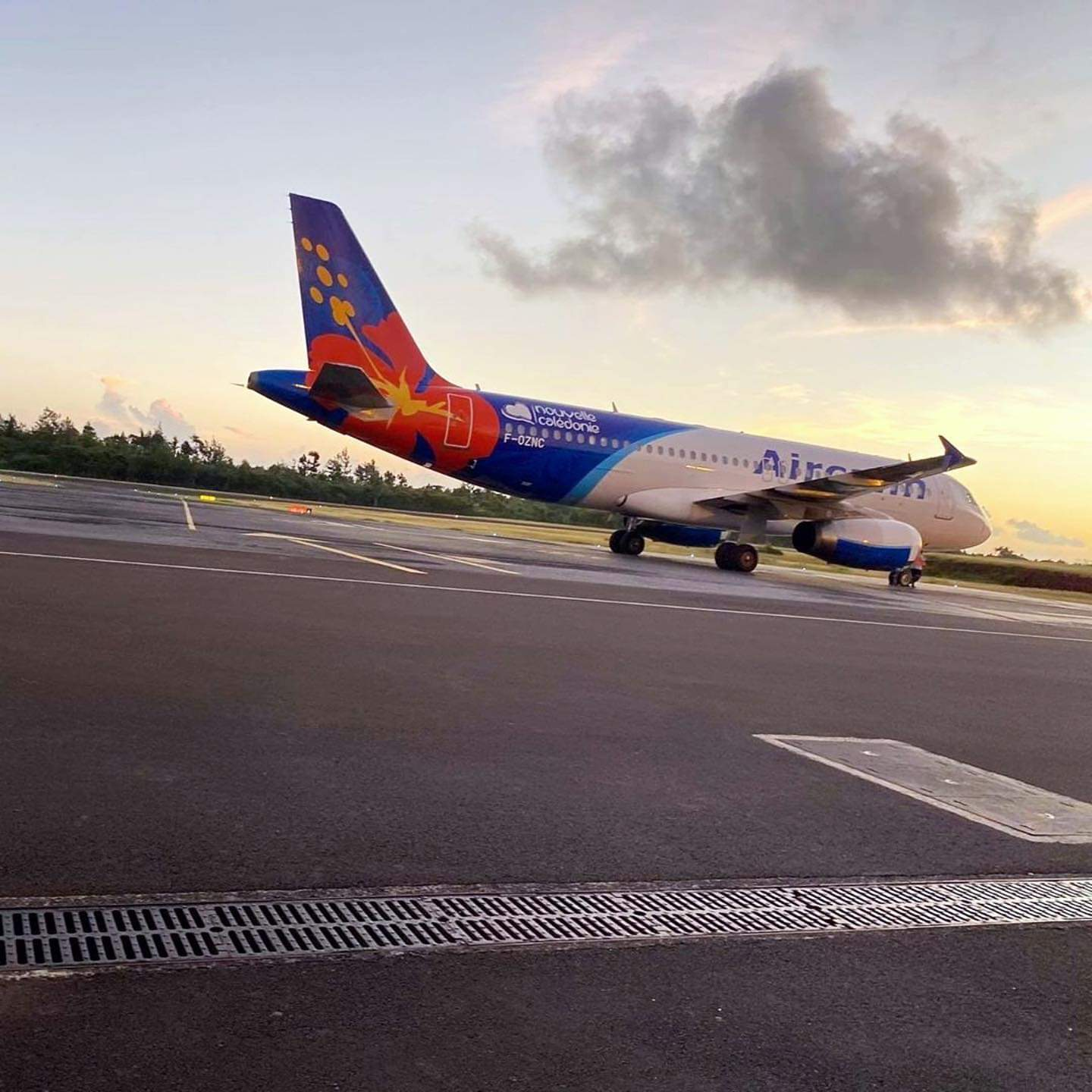
Un airbus d'Aircalin sur la piste de l'aéroport de Hihifo.
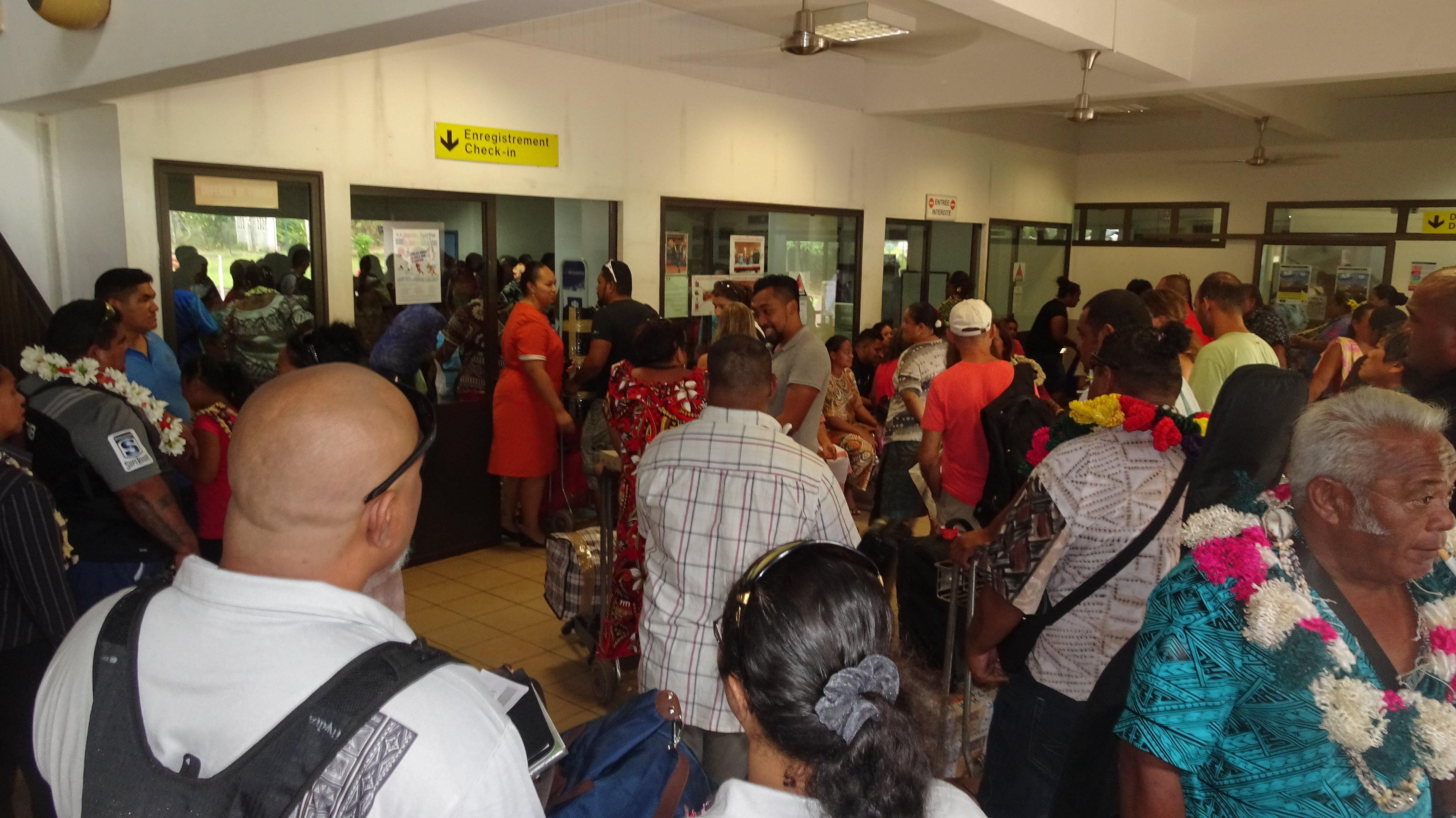
Des passagers dans le hall de l'aéroport de Hihifo en 2017.
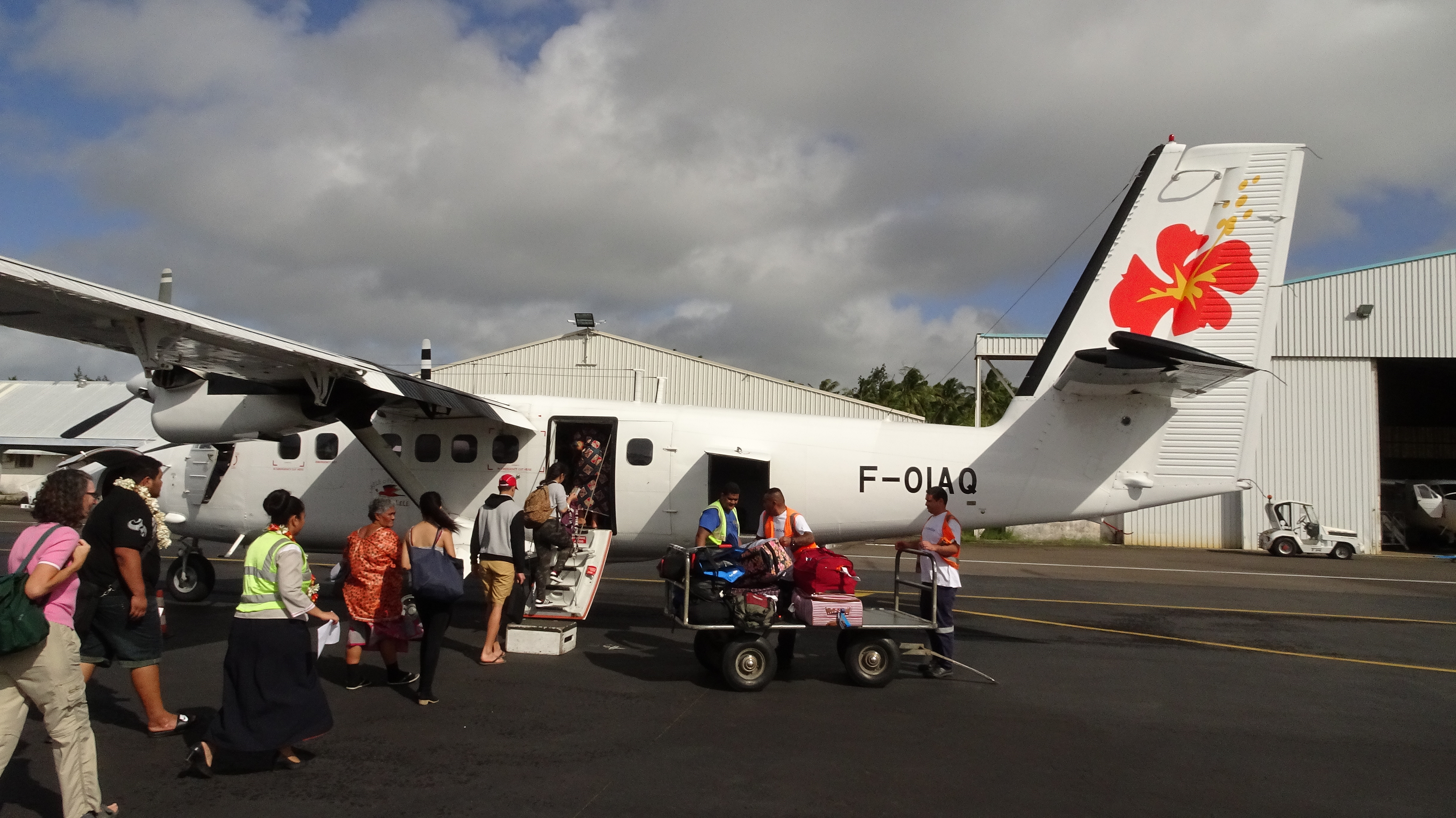
Embarquement de passagers pour Futuna à bord du DHC-6 Twin Otter manulele en juillet 2017.